# Пауль Клецький
Пауль Клецький (нім. Paul Kletzki, пол. Paweł Klecki; 21 березня 1900, Лодзь — 5 березня 1973, Ліверпуль) — польський і швейцарський диригент, композитор. З сім'ї єврейського комерсанта.
З 15 років грав на скрипці в міському оркестрі. Вивчав філософію у Варшавському університеті, займався скрипкою у Еміля Млинарського і композицією у Юліуша Вертхейма. У 1921 перебрався до Берліна, де його заняття диригуванням підтримав Вільгельм Фуртвенглєр, який надав Паулю в 1925 можливість виступати з Берлінським філармонічним оркестром. У 1933 емігрував з Німеччини в Італію. У 1936 переїхав до СРСР, виступав з оркестром Ленінградської філармонії, в 1937-38 головний диригент Харківської філармонії. У 1938 повернувся в Західну Європу, жив у Швейцарії (громадянство з 1947). Викладав диригування в Лозаннській консерваторії (з 1940 професор), брав участь в Люцернському музичному фестивалі.
У повоєнні роки став всесвітньо відомим диригентом. Репертуар складався головним чином з творів австро-німецьких композиторів (в тому числі, виконував симфонії Малера); значне місце в репертуарі займала російська музика XIX ст. У 1954—1955 рр. очолював Ліверпульський філармонійний оркестр, в 1958—1961 рр. симфонічний оркестр Далласа, в 1964—1966 рр. Бернський симфонічний оркестр, в 1966—1970 рр. Оркестр Романської Швейцарії.